# La afinadora de árboles
La afinadora de árboles es una película coproducción de Argentina y México filmada en colores dirigida por Natalia Smirnoff sobre su propio guion que se estrenó el 22 de agosto de 2019 y que tuvo como actores principales a  Paola Barrientos,  Marcelo Subiotto y  Diego Cremonesi.

## Sinopsis
Clara, una exitosa escritora de libros infantiles de 40 años, después de  viajar a México para recibir un apreciado premio, se instala con su familia en una hermosa casona suburbana para recuperar impulso en su carrera.

## Reparto
Participaron del filme los siguientes intérpretes:
- Paola Barrientos...Clara
- Marcelo Subiotto...Francisco
- Diego Cremonesi...Ariel
- Matías Scarvaci...Carlos
- Violeta Postolski...Violeta
- Oliverio Acosta...Lisandro
- Sofía Brito
- Verónica Calvo...Vendedora
- Maura Marecos
- Cristina Maresca
- Juan Pablo Miller...Kiosquero
- Ana María Monti

## Comentarios
Paraná Sendrós en Ámbito Financiero escribió:

”…fastidiada con los reclamos de la fama y la carrera como ilustradora de cuentos infantiles de nivel internacional… la mujer se instala con toda su familia en una regia casona de amplios ventanales, rodeada de vegetación. Pero no la envuelve la inspiración, sino la cargosa insistencia de un novio de juventud, y la paciencia del cura del lugar, que la acepta como torpe colaboradora del comedor para chicos necesitados de estímulos. Cuando ella, después de una serie de antojos e incertidumbres, brinde a esos chicos la posibilidad de expresarse artísticamente, la película cobrará bríos y terminará de forma encantadora. Lástima que esto suceda recién en los últimos minutos de proyección.”

Diego Batlle opinó en La Nación:

”La directora… apela a múltiples recursos (incluidos pasajes de animación) y a bruscos cambios en el personaje de Clara (empieza a frecuentar un comedor para chicos carenciados, mientras se siente cada vez más tentada de aceptar los juegos de seducción que le propone Ariel) para moldear un film por momentos inquietante y fascinante, aunque no siempre del todo sutil, sobre las crisis y los replanteos en la madurez, las segundas oportunidades, la necesidad de mayor libertad, y la búsqueda de nuevos desafíos y caminos ya no tan intelectuales, sino del orden de lo espiritual.”

## Premios y nominaciones
La Academia de las Artes y Ciencias Cinematográficas de la Argentina nominó a Diego Cremonesi al Premio al Mejor Actor de Reparto 2019 y la  Asociación de Cronistas Cinematográficos de la Argentina nominó a La afinadora de árboles para los premios 2020 a la Mejor Película, Mejor Dirección, Mejor Montaje, Mejor Guion Original, Mejor Actriz (Paola Barrientos) y Mejor Actor (Diego Cremonesi).